# Northrop F-5 Freedom Fighter
Northrop F-5 Freedom Fighter, förkortat F-5 Freedom Fighter eller F-5, är ett litet lätt tvåmotorigt jaktflygplan som tagits fram för att ingå i USA:s hjälpprogram till allierade flygvapen. Prototypen flög första gången 1959 och har tillverkats i över 3 000 exemplar. Planet har exporterats till Norge, Schweiz, Storbritannien, Iran och Grekland.[källa behövs] Freedom Fighter benämndes F-5 av USA:s flygvapen.

## Utveckling
Utvecklingen som ledde fram till F-5 började 1953 som ett försök av Northrop att utveckla ett lätt och billigt jaktflygplan som motvikt mot de allt större och dyrare jaktflygplan som konkurrenterna designade (till exempel North American XF-108 Rapier). Det första konceptet som fick namnet Northrop N-102 Fang var enmotorigt eftersom tanken var att en motor skulle vara billigare än två. Men det skulle visa sig att de motoralternativ med tillräcklig dragkraft som fanns tillgängliga var både tunga och dyra. När USA:s flygvapen i stället för N-102 Fang valde den konkurrerade Lockheed CL-246 (som blev Lockheed F-104 Starfighter) lade Northrop ner N-102, men man lade inte ner tanken på ett lätt och billigt jaktflygplan. I stället koncentrerade man sig på det tvåmotoriga konceptet N-156. Flera olika designer och motoralternativ övervägdes innan man till sist fastnade för den enkelsitsiga N-156F och den tvåsitsiga N-156T. Förutom sittbrunnen och nossektionen var dessa i det stort sett identiska med två General Electric J85 monterade tätt tillsammans i bakkroppen. Varken flottan eller flygvapnet var intresserade av något lätt jaktflygplan, även om flottan tidigare varit det så slocknade det intresset när de mindre hangarfartygen i Essex-klassen avrustades. Däremot var flygvapnet i behov av ett nytt skolflygplan med överljudsprestanda och 1956 valde de N-156T vilken blev Northrop T-38 Talon. Sporrad av den framgången valde Northrop att fortsätta utveckla N-156F för exportmarknaden. Inledningsvis gick det trögt, men när John F. Kennedy tillträdde som president 1961 blev USA mer välvilligt att exportera vapen till alla länder som motsatte sig kommunistisk expansion. USA:s försvarsdepartement tilldelade N-156F den officiella becteckningen F-5 och flygvapnet beställde tre prototyper för att utbilda flyglärare som i sin tur skulle utbilda piloter i de länder som köpte flygplanet. 25 april 1962 lanserades ”Military Assistance Program” (MAP) där vänligt sinnade länder erbjöds att köpa försvarsmateriel till förmånliga priser. I programmet ingick jaktflygplanet F-5 som nu även fått försäljningsnamnet ”Freedom Fighter”.
När Vietnamkriget intensifierades efter Tonkinbuktsintermezzot började USA:s flygvapen att omvärdera behovet av lätta stridsflygplen. Republic F-105 Thunderchief som var ett större och dyrare flygplan hade drabbats av svåra förluster som var svåra att ersätta. McDonnell Douglas F-4 Phantom II klarade sig bättre, men var också ett relativt dyrt flygplan. Flygvpanet behövde billigare flygplan för relativt okvalificerade uppdrag och då var F-5 ett lockande alternativ. Inledningsvis tolv flygplan (senare ytterligare sex) F-5A togs ur MAP:s lager och modifierades med lufttankningsbom samt pansarskydd för piloten och motorerna. Dessa fick beteckningen F-5C och kodnamnet ”Skoshi Tiger”. Dessa tilldelades 10th Fighter Commando Squadron och utbildades i Williams AFB innan de i oktober 1965 överfördes till Biên Hòa. Endast två flygplan förlorades under de drygt 3 500 stridsuppdrag som divisionen genomförde, vilket var ovanligt lågt. F-5C visade sig även ha lägst antal servicetimmar per flygtimme av de flygplan som amerikanska flygvapnet använde i Vietnam. När USA 1969 började avveckla sitt angagemang i Vietnam fördes flygplanen över till Republiken Vietnams flygvapen. Efter Vietnamkrigets slut hamnade de flygplan som ännu inte förstörts i Nordvietnamesiska händer varav några såldes till Sovjetunionen för utvärdering. Sovjetunionens flygvapen chockerades av hur väl detta lilla och, enligt deras mening, undermotoriserade flygplan klarade sig i luftstrid mot MiG-21 och till och med MiG-23. Många tekniska inovationer som avslöjades under utvärderingen kom senare att användas i Su-25.

## F-5 varianter
- T-38 – Tvåsitsigt skolflygplan utvecklat parallellt med F-5.
- F-5A – Ensitsigt jaktflygplan, ursprungligen utan radar, men i efterhand utrustad med APQ-153.
  - F-5C – Skoshi Tiger, tolv stycken F-5A modifierade med pansarskydd och lufttankningsbom.
  - CF-5 – F-5A tillverkad på licens av Canadair i Kanada.
  - SF-5A – F-5A tillverkad på licens av CASA i Spanien.
  - RF-5A – Ensitsig fotospaningsversion av F-5A.
  - SRF-5A – Ensitsig fotospaningsversion tillverkad på licens av CASA i Spanien.
- F-5B – Tvåsitsig version för taktisk flygutbildning.
  - SF-5B – Tvåsitsig version tillverkad på licens av CASA i Spanien.
  - F-5D – Tvåsitsig version, inga byggda.
- F-5E – Tiger II, Ensitsigt jaktflygplan med starkare motorer och nyare radar (APQ-159).
  - KF-5E – F-5E tillverkad på licens i Sydkorea.
  - F-5EM – Brasiliansk uppdatering av F-5E med Leonardo Grifo-F radar.
  - F-5S – Uppgraderad F-5E med Galileo-Avionica Grifo-F radar och kapacitet att använda AIM-120 AMRAAM.
  - F-5TS – Super Tigris, Thailänds uppdatering av F-5E med radarn EL/M-2032, datalänk och integrerat störsystem.
  - RF-5E – Tigereye, Ensitsig fotospaningsversion av F-5E.
  - RF-5S – Ensitsig fotospaningsversion med samma uppgraderingar som F-5S.
- F-5F – Tvåsitsig version av F-5E.
  - F-5TM – Tvåsitsig version med samma uppgraderingar som F-5EM.
  - F-5T – Tvåsitsig version med samma uppgraderingar som F-5S.
- F-5G – Ursprunglig beteckning på Northrop F-20 Tigershark.
- YF-17 – Cobra, Prototyp med större vingar, längre flygkropp, större motorer (GE YJ101) och dubbla stjärtfenor. Senare vidareutvecklad till F/A-18 Hornet.
- HESA Saeqeh – Iransk pirattilverkad version av F-5E med dubbla stjärtfenor likt YF-17.
- X-29 – Experimentflygplan med framåtsvepta vingar där landningsställ och främre delen av flygkroppen var tagen från skrotade F-5A.

## Bilder

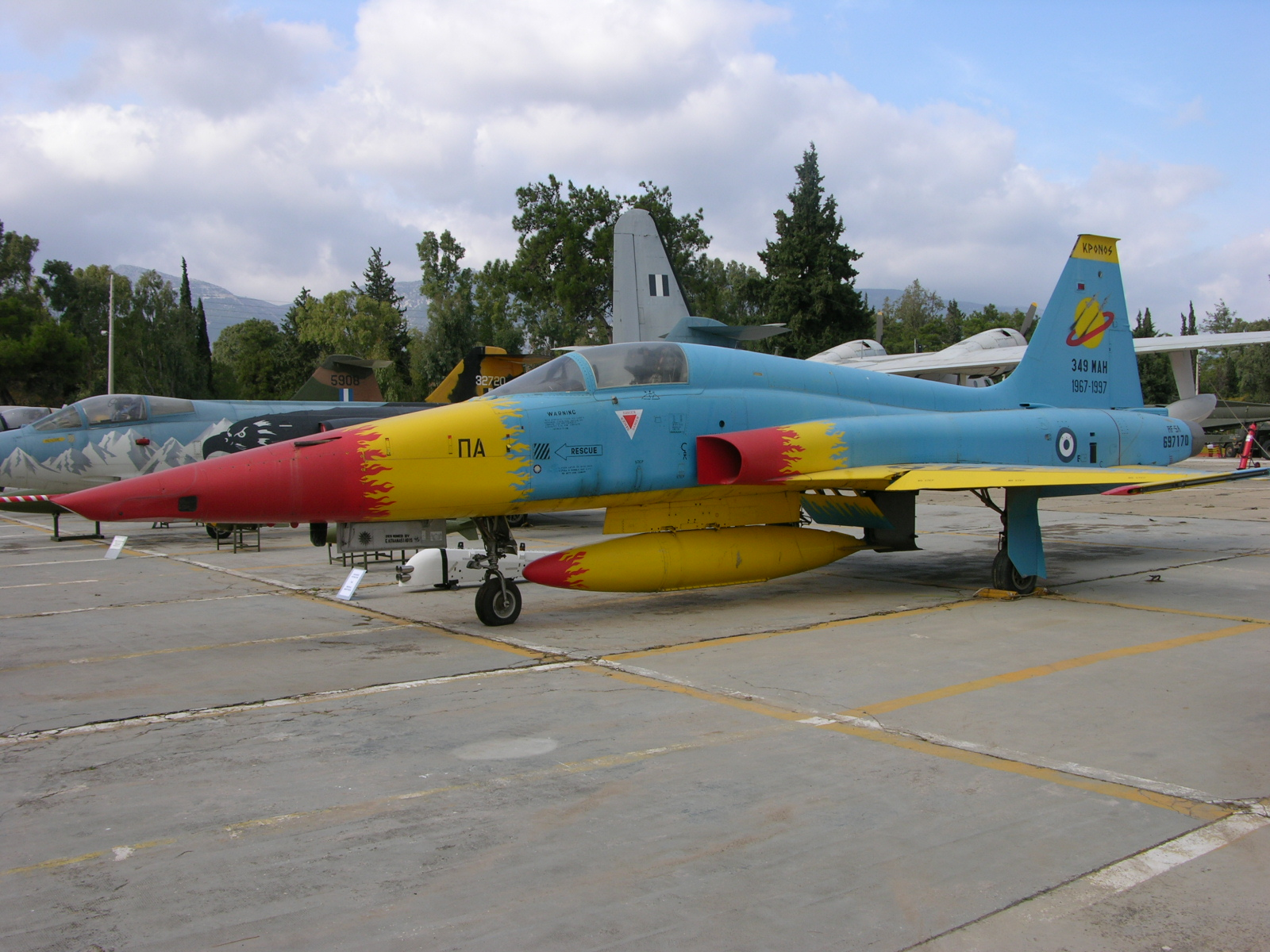
RF-5A.
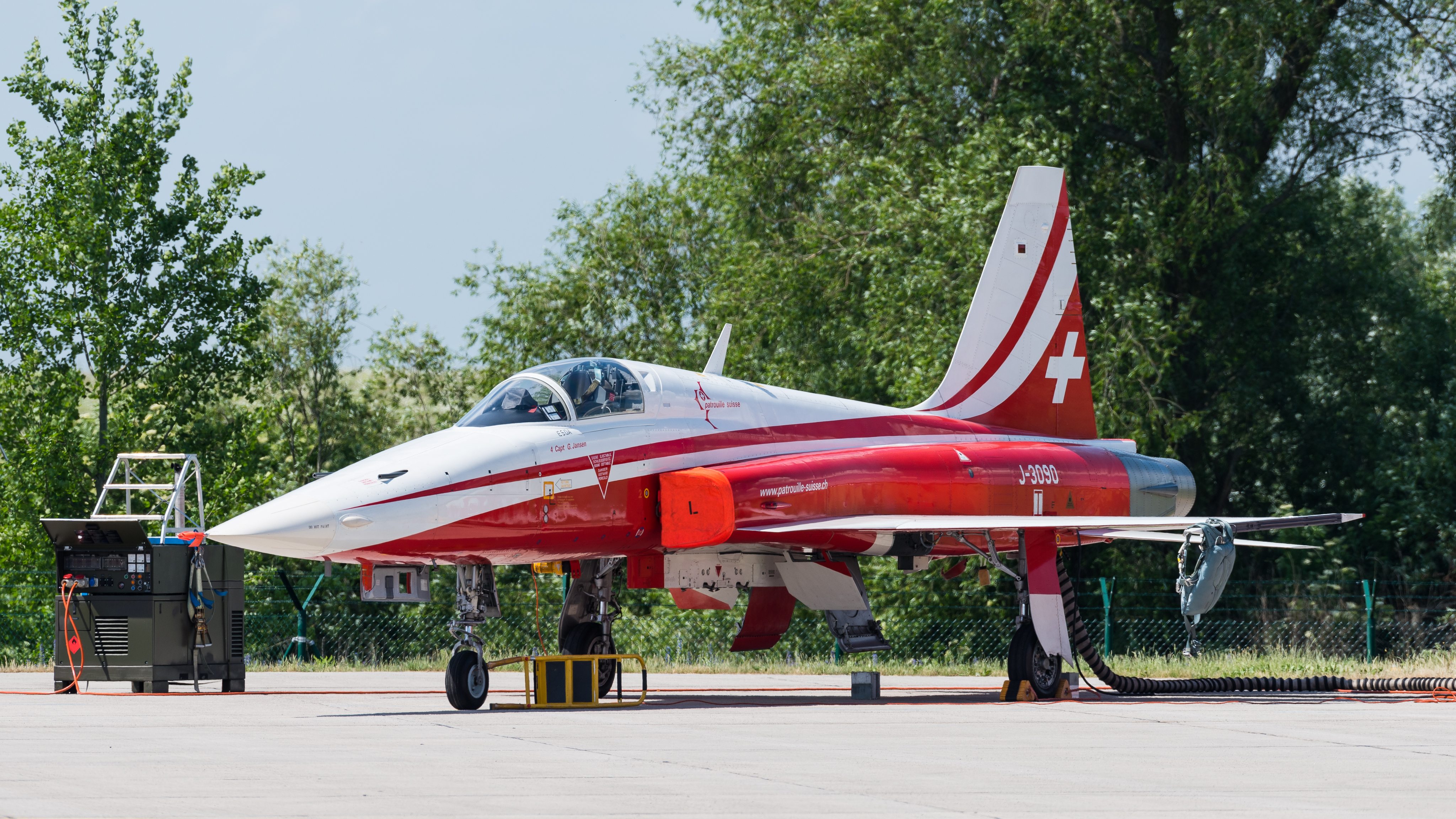
F-5E.
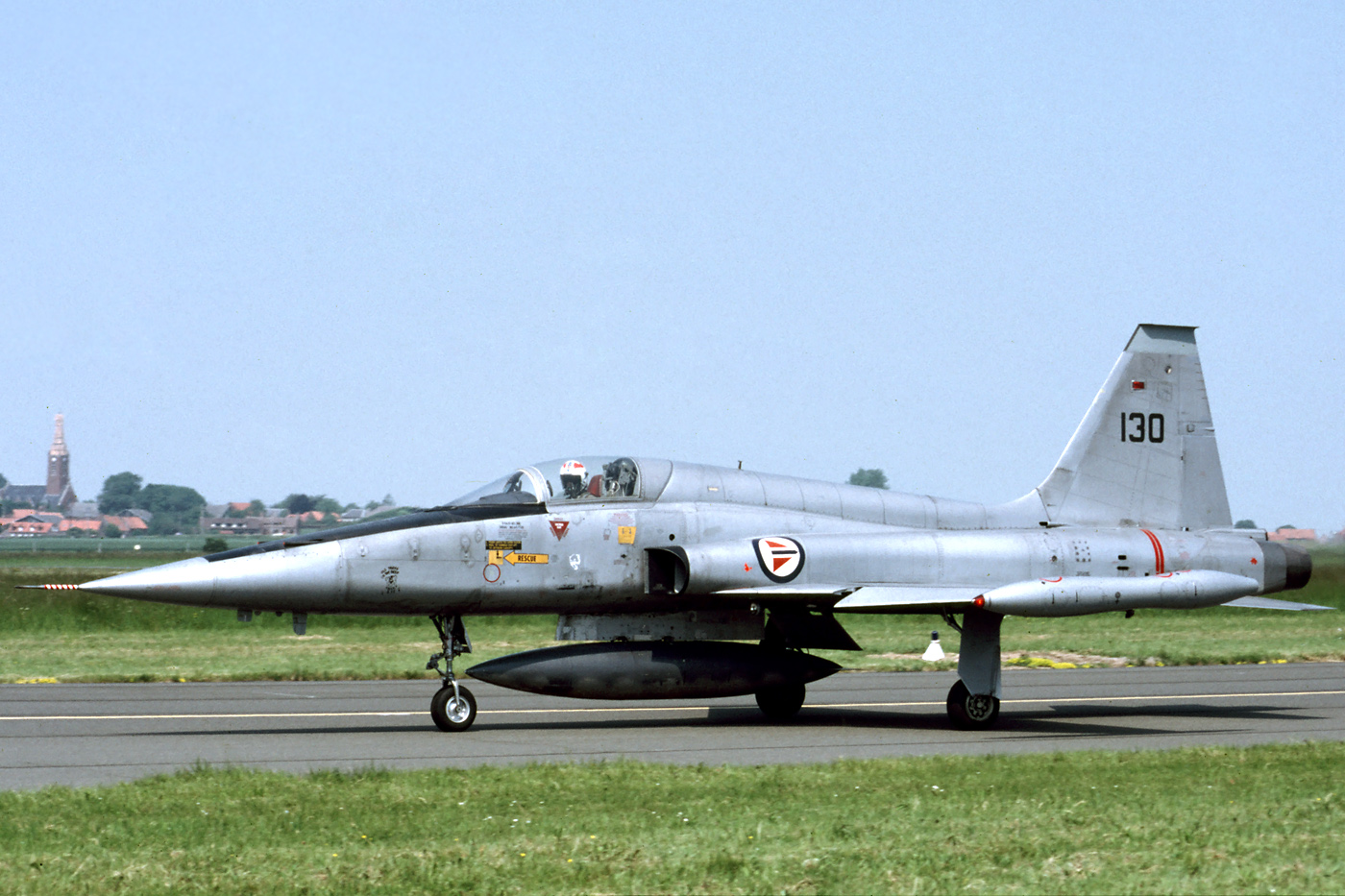
F-5A.
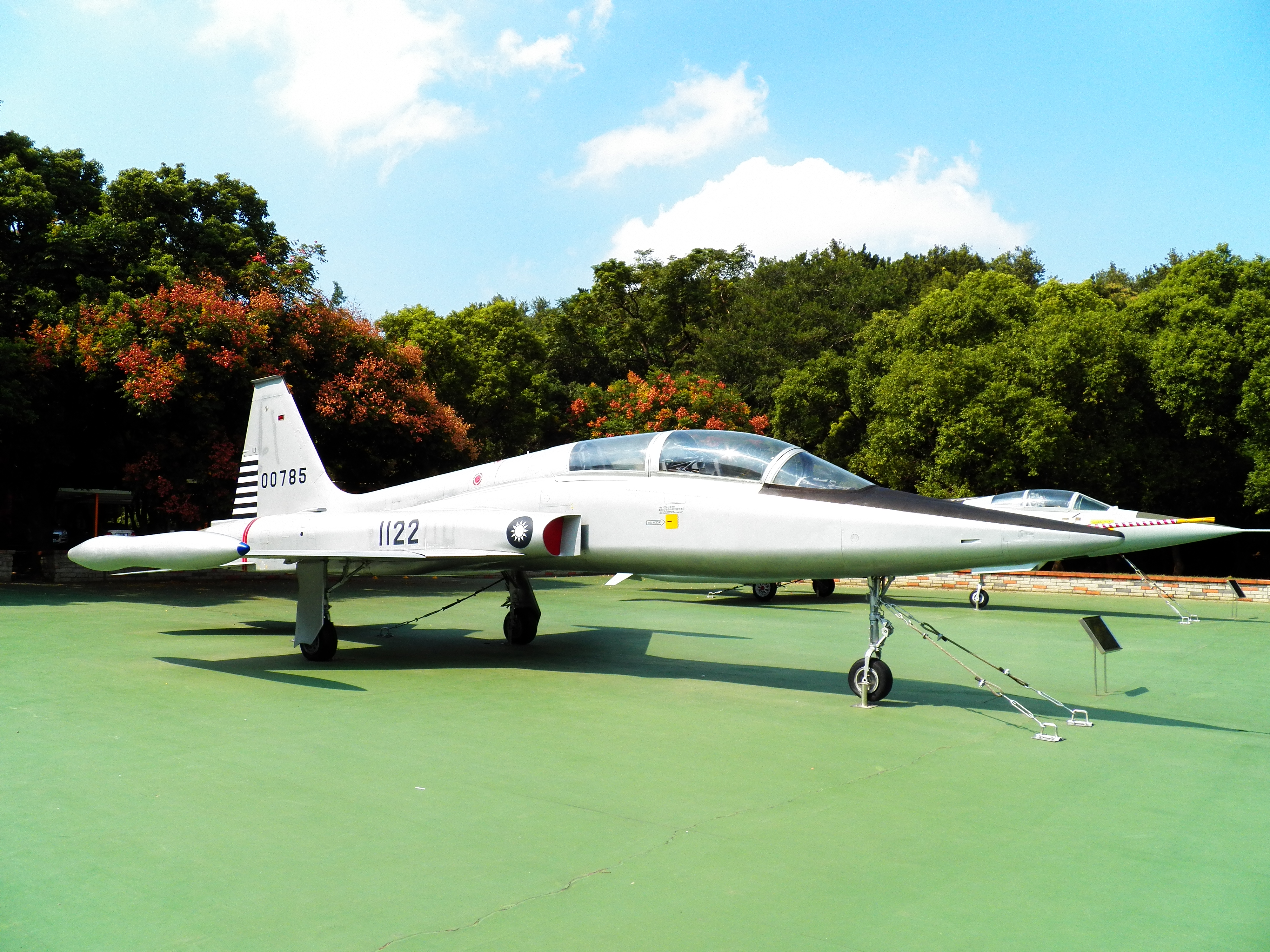
F-5B.
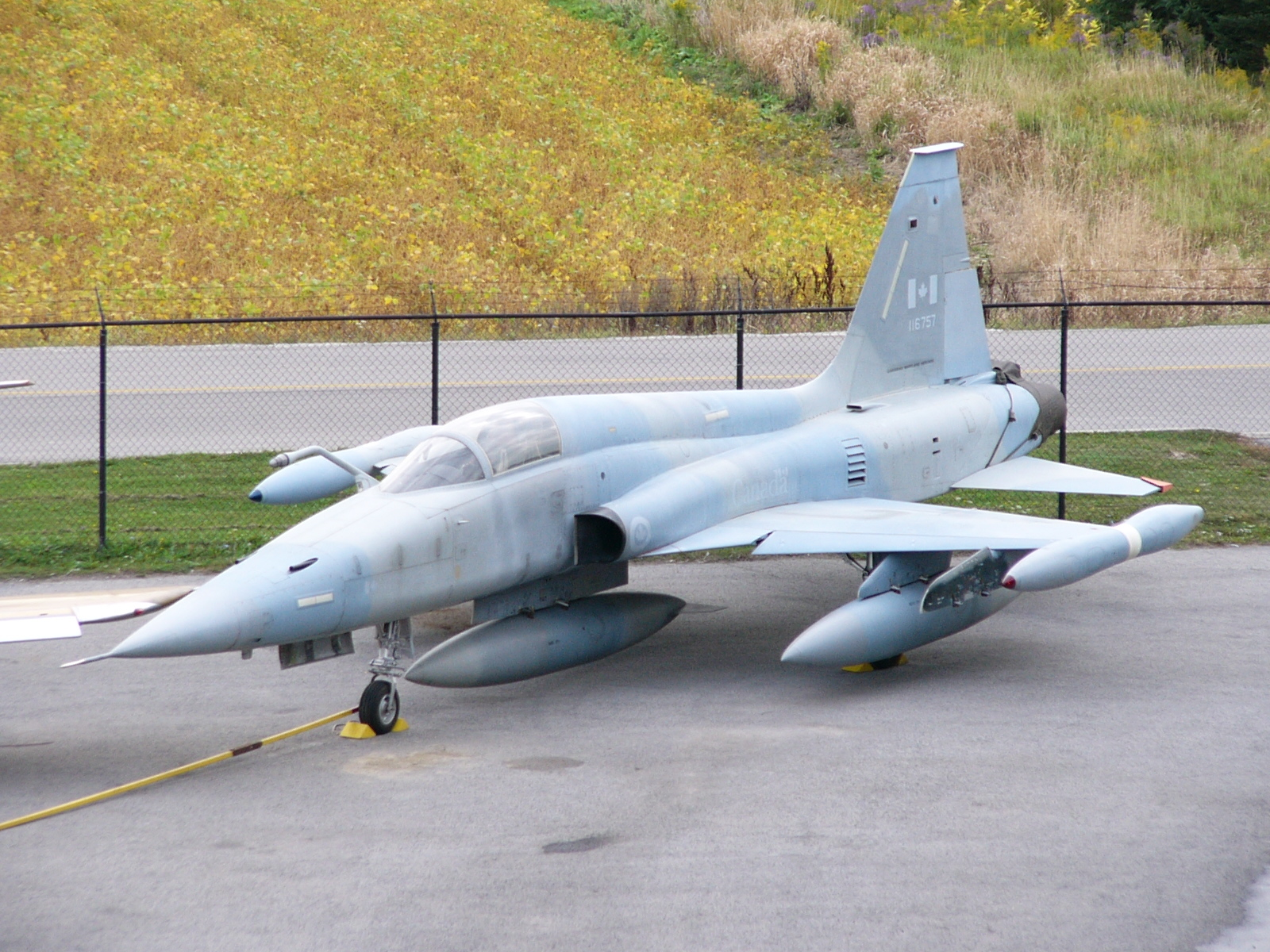
CF-5A.
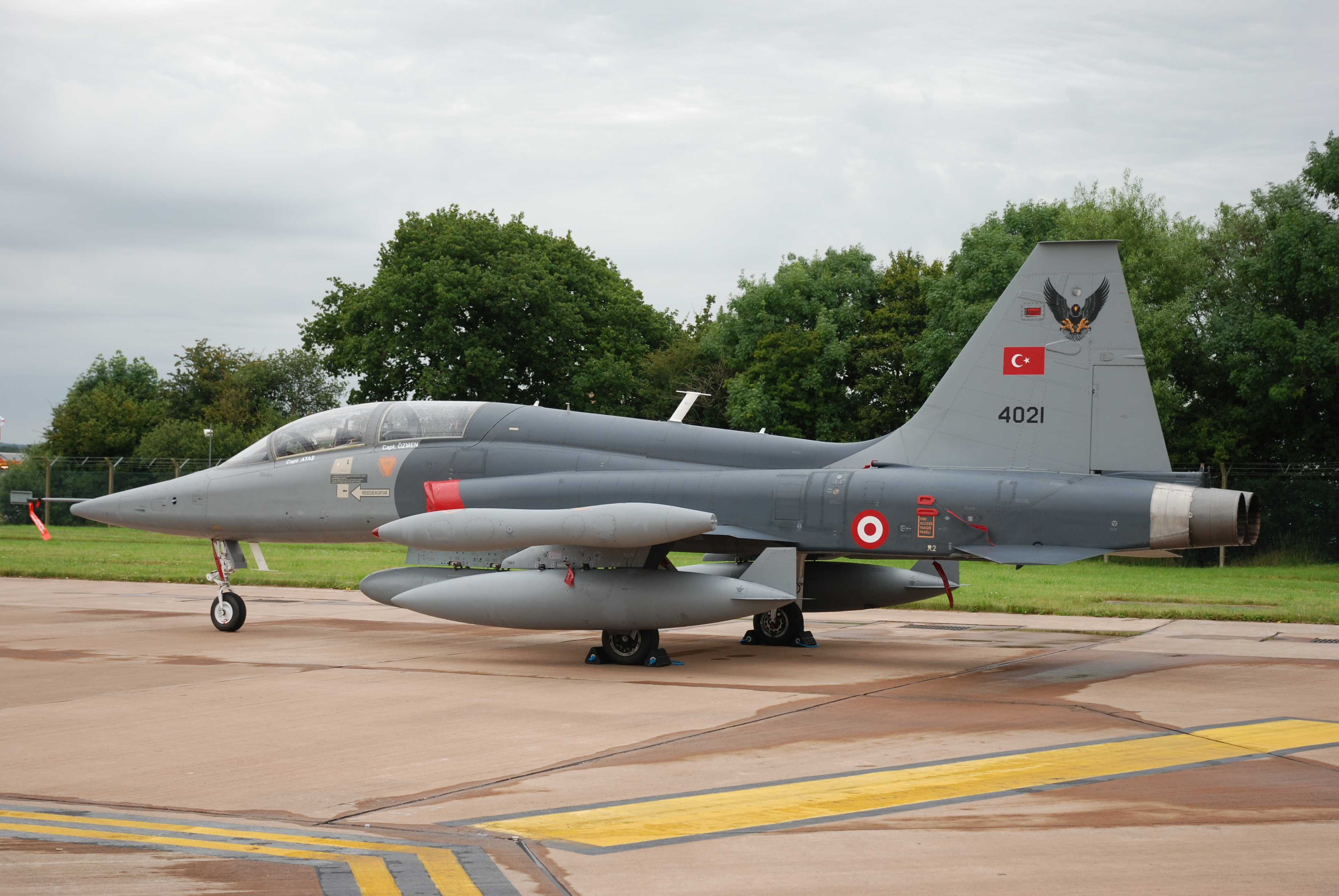
NF-5B.
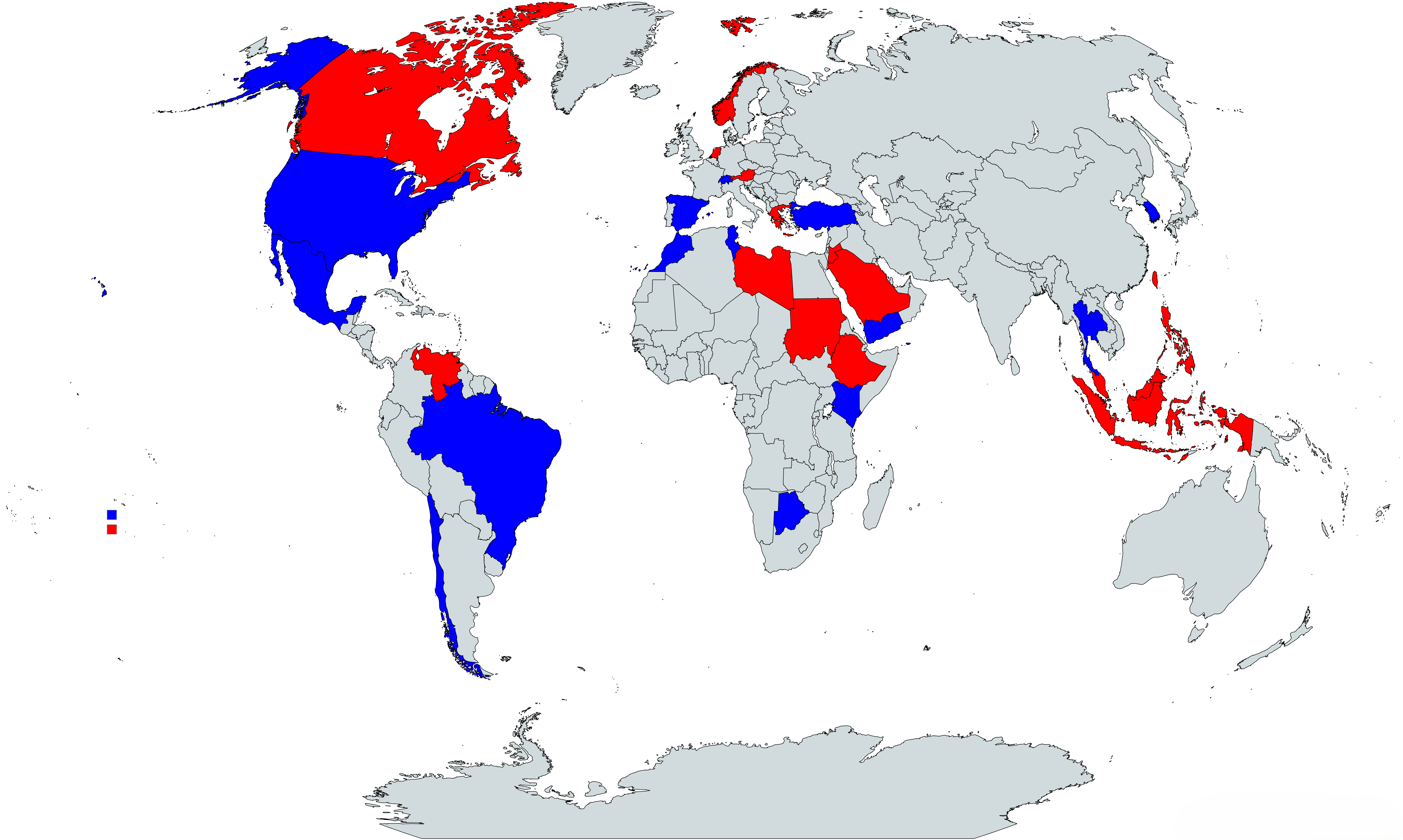
Blå färg avser stater där flygplanet är i aktiv tjänst. Röd färg visar stater där flygplanet tagits ur bruk.

## Källhänvisningar